# フライトソリューションズ
株式会社フライトソリューションズ（英: FLIGHT SOLUTIONS Inc.）は、東京都渋谷区に本社を置く日本の企業。

## 概要
画像処理のデジタル化を事業目的に設立。1996年にはデジタル衛星放送に関するコンサルティングに進出、1999年には映像・音楽などのデジタルコンテンツ管理に関するコンサルティングにも進出し、主要事業とした。
2004年には株式上場を果たすまでに至ったが、2006年1月の放送機器関連会社の買収以後業績が悪化。2007年3月期以降は当期損益が赤字となり、2009年3月期以降は経常損益も赤字となり、2010年3月期第1四半期には債務超過に陥った。これを受けて2010年4月、Oakキャピタルに対する第三者割当増資及び新株予約権発行を実施。
2010年9月には、ソフトバンク及びOakキャピタルに対し新株予約権を発行。2011年3月にもOakキャピタルに対する第三者割当増資及び新株予約権発行を実施している。これにより、2011年3月期通期は債務超過を回避し上場廃止を免れる一方、Oakキャピタルが2011年3月時点において株式の60%超の議決権を有する筆頭株主となった。また子会社整理も進め、2011年2月までに売却を完了している。
しかし2012年3月期第1四半期から再び債務超過に陥ったため、2013年3月、釜土和人が設立した投資会社であるオーチャードコーポレーションに対し第三者割当増資を実施。同社が株式の50%超の議決権を有する筆頭株主となるとともに、2013年3月期通期の債務超過は回避され、再び上場廃止を免れた。
2013年10月、持株会社制への移行に伴い、株式会社フライトシステムコンサルティング（初代）から事業部門を、同年に新設した株式会社フライトシステムコンサルティング（2代）に継承。株式会社フライトホールディングスに商号変更した。
2023年10月、株式会社フライトホールディングスが株式会社フライトシステムコンサルティング（2代）を吸収合併し、株式会社フライトソリューションズに商号変更した。

## 沿革
- 1988年（昭和63年）4月 - 株式会社フライト設立
- 2002年（平成14年）10月 - フューチャーソフト株式会社と合併し、株式会社フライトシステムコンサルティングに社名変更。
- 2004年（平成16年）11月1日 - 東京証券取引所マザーズに上場。
- 2006年（平成18年）1月6日 - 放送機器メーカーである株式会社山下電子設計、エレテックス株式会社、放送機器保守事業を展開する株式会社ワイ・イー・シー・リサーチの3社の株式を取得、子会社化。
- 2007年（平成19年）7月1日 -
  - エレテックスが山下電子設計を吸収合併し、YEMエレッテックス株式会社に社名変更。
  - ワイ・イー・シー・リサーチが株式会社トラスティ・エンジニアリングに社名変更。
- 2010年（平成22年）3月30日 - トラスティ・エンジニアリングの全株式を三研メディアプロダクト株式会社に譲渡。のちに同年7月に三研メディアプロダクトが吸収合併。
- 2011年（平成23年）
  - 2月28日 - YEMエレッテックスの全株式を株式会社朋栄に譲渡。
  - 3月 - Oakキャピタル株式会社が議決権の過半数を保有する筆頭株主となる。
  - 12月 - デジタルポスト株式会社を支配力基準に基づき連結子会社化。
- 2012年（平成24年）8月 - デジタルポストが第三者割当増資を実施し、同社が連結子会社でなくなる。
- 2013年（平成25年）
  - 3月 - 株式会社オーチャードコーポレーションが議決権の過半数を保有する筆頭株主となる。
  - 10月 - 持株会社制に移行。株式会社フライトシステムコンサルティング（初代）から事業部門を、会社分割により株式会社フライトシステムコンサルティング（2代）に継承。株式会社フライトシステムコンサルティング（初代）は持株会社となり、株式会社フライトホールディングスに商号変更[3]。
- 2014年（平成26年）
  - 10月23日 - 株式会社DRAGON TECHNOLOGY が実施する第三者割当増資を引き受け、当社の連結子会社とする。なお11月1日より同社の社名を株式会社イーシー・ライダーに変更。
  - 12月11日 - 米国カリフォルニア州ロサンゼルス市に100%子会社「FLIGHT SYSTEM USA Inc.」を設立。
- 2015年（平成27年）
  - 8月1日 - 市場選択制度により東京証券取引所2部に市場変更。
  - 12月 - 台湾飛躍系統股份有限公司を設立（清算手続中）。
- 2023年（令和5年）1月 - 株式会社フライトシステムコンサルティング（2代）が株式会社イーシー・ライダーを吸収合併。
- 2023年（令和5年）10月 - 株式会社フライトホールディングスが株式会社フライトシステムコンサルティング（2代）を吸収合併し、株式会社フライトソリューションズに商号変更[4]。